# Meunasah Balee (Lhonga)
Meunasah Balee is een bestuurslaag in het regentschap Aceh Besar van de provincie Atjeh, Indonesië. Meunasah Balee telt 463 inwoners (volkstelling 2010).